# Corrigin Shire
Corrigin Shire är en kommun i Australien. Den ligger i delstaten Western Australia, omkring 190 kilometer öster om delstatshuvudstaden Perth. Antalet invånare var 1 146 vid folkräkningen 2016.